# Diplasiolejeunea eggersii
Diplasiolejeunea eggersii är en bladmossart som beskrevs av Tamás Pócs. Diplasiolejeunea eggersii ingår i släktet Diplasiolejeunea och familjen Lejeuneaceae. Inga underarter finns listade i Catalogue of Life.